# 딕 밴 패튼

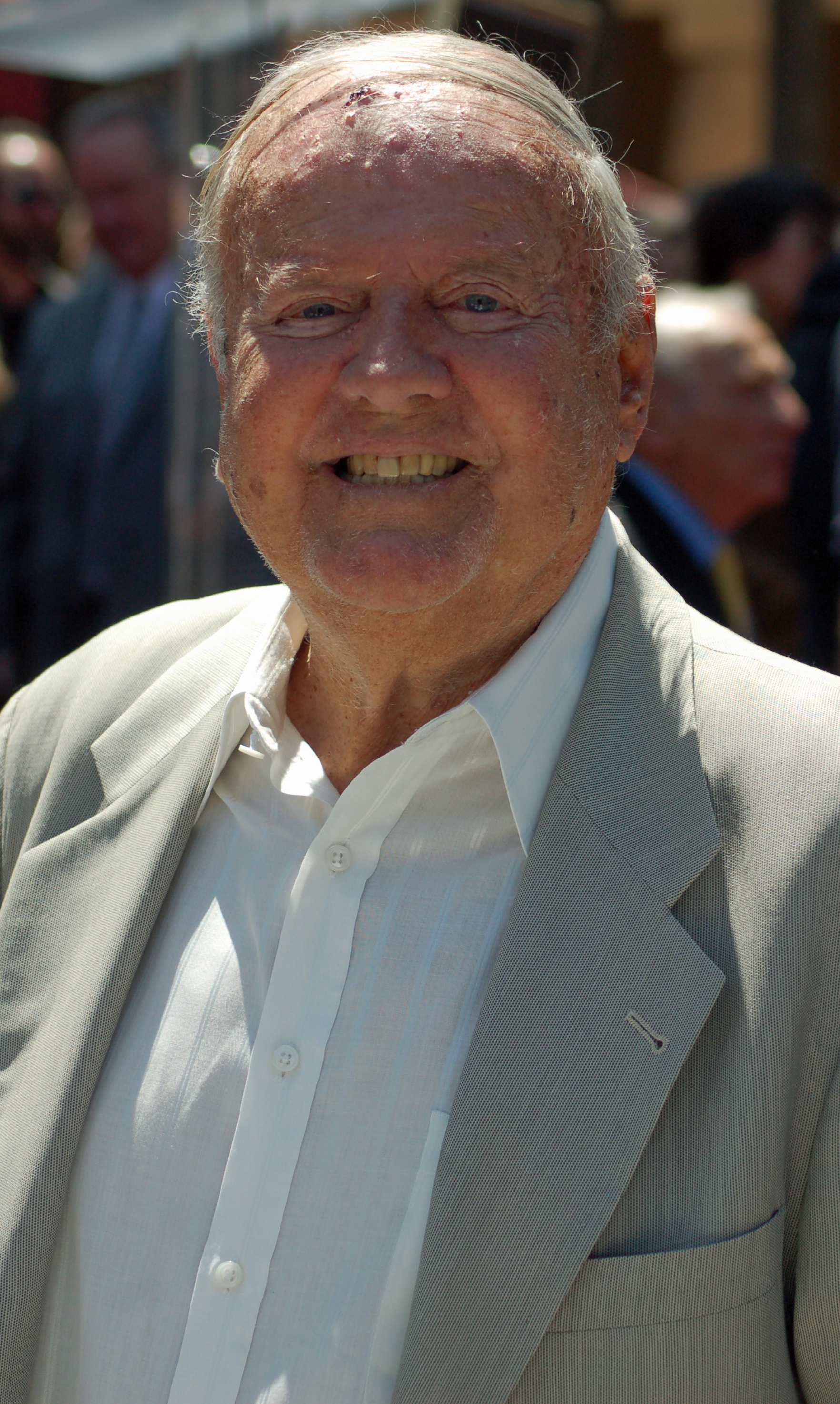

딕 밴패튼(Richard Vincent Van Patten, 1928년 12월 9일 ~ 2015년 6월 23일)은 미국의 배우, 사업가이다.
퀸스에서 태어났으며 샌타모니카에서 사망하였다. 사인은 당뇨병이다.  포리스트 론 메모리얼 파크에 매장되었다.

## 출연 작품
- 아퍼저트 데이  (2009년) - 잭 벤슨 역
- 프리저번 (2005년)
- 딕키 로버츠 - 왕년의 아역 스타 (2003년)
- 빅 브라더 트러블 (2000년)
- 엔젤 온 애비 스트리트 (1999년)
- 트레인 테러 (1998년)
- 로미오 그리고 줄리엣 (1996년)
- 데몰리션 하이 (1996년)
- 데드 화이터 (1994년)
- 별난 커플 (1993년)
- 못말리는 로빈 훗 (1993년)
- 환속의 욕망 (1992년)
- 14 고잉 온 30 (1988년)
- 말괄량이 삐삐 (1988년)
- 스페이스볼 (1987년)
- 사랑의 연병장 (1986년)
- 아들과 딸들 (1977년)
- 고소공포증 (1977년)
- 쉐기 D.A. (1976년)
- 프리키 프라이데이 (1976년)
- 세계에서 가장 힘센 남자 (1975년)
- 슈퍼대드 (1973년)
- 소일렌트 그린 (1973년)
- 이색지대 (1973년)
- 경찰 초년병 (1972년)
- 비웨어 더 브롭 (1972년)
- 설원 특급 (1972년)
- 조 키드 (1972년)
- 119 구조대 (1972년)
- 찰리 (1968년)

### 텔레비전
- 지미 키멜 라이브! (2003년) - 게스트 역
- 어레스티드 디벨롭먼트 (2003년)
- 터치드 바이 언 엔젤 (1994년)
- 호텔 - 시리즈 (1983년)
- 사랑의 유람선 (1977년)
- 6백만 달러의 사나이 - TV 시리즈 (1974년)
- 명탐정 바나비 존즈 (1973년)
- 샌프란시스코 수사반 (1972년)
- 닥터 게논 (1969년)